# Czerwona Łuża
Czerwona Łuża (lit. Raudonbalis) − wieś na Litwie, w rejonie solecznickim, 3 km na południowy wschód od Solecznik, zamieszkana przez 11 ludzi. Przed II wojną światową w Polsce, w powiecie wileńsko-trockim województwa wileńskiego.